# Campionatul Mondial de Atletism din 2023 - Aruncarea discului (masculin)
Proba masculină de aruncare a discului de la Campionatul Mondial de Atletism din 2023 a avut loc în perioada 19-21 august 2023 pe Centrul Național de Atletism din Budapesta, Ungaria.

## Program
Ora este ora Ungariei (UTC+1)
| Dată      | Oră   | Etapă              |
| --------- | ----- | ------------------ |
| 19 august | 19:10 | Calificări Grupa A |
| 19 august | 20:40 | Calificări Grupa B |
| 21 august | 20:30 | Finala             |

## Rezultate

### Calificări
În finală s-au calificat toți sportivii care au aruncat discul la distanța de 66,5m (C) sau cele mai bune 12 performanțe (c).
| Loc | Grupă | Nume                  | Țară                       | Rundă | Rundă | Rundă | Cea mai bună performanță | Note  |
| Loc | Grupă | Nume                  | Țară                       | 1     | 2     | 3     | Cea mai bună performanță | Note  |
| --- | ----- | --------------------- | -------------------------- | ----- | ----- | ----- | ------------------------ | ----- |
| 1   | A     | Daniel Ståhl          | Suedia                     | 64,58 | 66,25 | 64,99 | 66,25                    | c     |
| 2   | A     | Mykolas Alekna        | Lituania                   | 66,04 | x     | 63,99 | 66,04                    | c     |
| 3   | B     | Kristjan Čeh          | Slovenia                   | 65,95 | 65,18 | 65,29 | 65,95                    | c     |
| 4   | A     | Traves Smikle         | Jamaica                    | 65,71 | 64,32 | 64,30 | 65,71                    | c     |
| 5   | B     | Lukas Weißhaidinger   | Austria                    | 64,34 | 65,61 | 64,20 | 65,61                    | c     |
| 6   | B     | Andrius Gudžius       | Lituania                   | 65,50 | 64,57 | 63,68 | 65,50                    | c     |
| 7   | B     | Fedrick Dacres        | Jamaica                    | 65,50 | 64,57 | 63,68 | 65,50                    | c     |
| 8   | B     | Alex Rose             | Samoa                      | 65,50 | 64,57 | 63,68 | 65,50                    | c     |
| 9   | B     | Matthew Denny         | Australia                  | 61,70 | x     | 64,29 | 64,29                    | c     |
| 10  | A     | Brian Williams        | Statele Unite ale Americii | 63,85 | 61,42 | 61,09 | 63,85                    | c, SB |
| 11  | A     | Henrik Janssen        | Germania                   | 61,96 | 62,97 | 63,79 | 63,79                    | c     |
| 12  | B     | Connor Bell           | Noua Zeelandă              | x     | 63,72 | x     | 63,72                    | c     |
| 13  | A     | Lawrence Okoye        | Marea Britanie             | x     | x     | 63,66 | 63,66                    |       |
| 14  | B     | Turner Washington     | Statele Unite ale Americii | 59,99 | 63,57 | 62,87 | 63,57                    |       |
| 15  | A     | Sam Mattis            | Statele Unite ale Americii | 62,55 | 63,43 | 60,57 | 63,43                    |       |
| 16  | B     | Steven Richter        | Germania                   | 63,37 | 62,13 | x     | 63,37                    |       |
| 17  | B     | Daniel Jasinski       | Germania                   | 62,54 | 63,36 | x     | 63,36                    |       |
| 18  | A     | Philip Milanov        | Belgia                     | 59,15 | 63,00 | x     | 63,00                    |       |
| 19  | A     | Rojé Stona            | Jamaica                    | 62,67 | x     | 61,69 | 62,67                    |       |
| 20  | A     | Martynas Alekna       | Lituania                   | 58,44 | 62,57 | 58,06 | 62,57                    |       |
| 21  | B     | Simon Pettersson      | Suedia                     | 62,53 | x     | x     | 62,53                    |       |
| 22  | A     | Guðni Valur Guðnason  | Islanda                    | 59,97 | x     | 62,28 | 62,28                    |       |
| 23  | B     | Claudio Romero        | Chile                      | 62,24 | 61,60 | x     | 62,24                    |       |
| 24  | A     | Apostolos Parellis    | Cipru                      | 61,94 | 62,10 | 60,86 | 62,10                    | SB    |
| 25  | B     | Oskar Stachnik        | Polonia                    | 60,93 | 61,96 | 61,89 | 61,96                    |       |
| 26  | A     | Martin Marković       | Croația                    | x     | 61,88 | 61,37 | 61,88                    |       |
| 27  | A     | Victor Hogan          | Africa de Sud              | 60,09 | 61,80 | x     | 61,80                    |       |
| 28  | A     | Robert Urbanek        | Polonia                    | 61,20 | 61,30 | x     | 61,30                    |       |
| 29  | A     | Alin Firfirică        | România                    | x     | 61,03 | x     | 61,03                    |       |
| 30  | B     | Róbert Szikszai       | Ungaria                    | 60,64 | x     | x     | 60,64                    |       |
| 31  | A     | Moaaz Mohamed Ibrahim | Qatar                      | 60,40 | 57,81 | 60,11 | 60,40                    |       |
| 32  | A     | Lucas Nervi           | Chile                      | 58.76 | 57,31 | 58,66 | 58,76                    |       |
| 33  | B     | Mario Díaz            | Cuba                       | 56,59 | 56,75 | 58,03 | 58,03                    |       |
| 34  | B     | Yasiel Sotero         | Spania                     | 55,39 | 55,89 | 53,88 | 55,89                    |       |
| 35  | B     | Juan José Caicedo     | Ecuador                    | x     | x     | 55,78 | 55,78                    |       |

### Finala
| Loc | Nume                | Țară                       | Rundă | Rundă | Rundă | Rundă | Rundă | Rundă | Cea mai bună performanță | Note |
| Loc | Nume                | Țară                       | 1     | 2     | 3     | 4     | 5     | 6     | Cea mai bună performanță | Note |
| --- | ------------------- | -------------------------- | ----- | ----- | ----- | ----- | ----- | ----- | ------------------------ | ---- |
| 1   | Daniel Ståhl        | Suedia                     | 63,01 | 66,58 | x     | 69,37 | 67,56 | 71,46 | 71,46                    | RCo  |
| 2   | Kristjan Čeh        | Slovenia                   | 68,31 | 69,27 | x     | 67,89 | 66,69 | 70,02 | 70,02                    |      |
| 3   | Mykolas Alekna      | Lituania                   | 65,23 | 67,08 | 64,37 | 68,85 | 68,07 | 68,07 | 68,85                    |      |
| 4   | Matthew Denny       | Australia                  | 66,39 | x     | x     | 68,24 | x     | 65,92 | 68,24                    | RN   |
| 5   | Fedrick Dacres      | Jamaica                    | 65,74 | 64,60 | 66,72 | x     | 63,89 | x     | 66,72                    |      |
| 6   | Andrius Gudžius     | Lituania                   | 65,95 | 66,16 | x     | x     | 63,98 | 66,13 | 66,16                    |      |
| 7   | Lukas Weißhaidinger | Austria                    | 63,57 | 65,19 | 62,85 | 65,20 | 65,54 | x     | 65,54                    |      |
| 8   | Henrik Janssen      | Germania                   | 62,97 | 63,80 | 63,77 | x     | x     | 62,27 | 63,80                    |      |
| 9   | Brian Williams      | Statele Unite ale Americii | 62,68 | 63,62 | x     |       |       |       | 63,62                    |      |
| 10  | Connor Bell         | Noua Zeelandă              | 63,23 | x     | 62,21 |       |       |       | 63,23                    |      |
| 11  | Traves Smikle       | Jamaica                    | x     | 61,90 | x     |       |       |       | 61,90                    |      |
| 12  | Alex Rose           | Samoa                      | x     | x     | 61,69 |       |       |       | 61,69                    |      |